# جون آدامز (مدرس)
جون آدامز (بالإنجليزية: John Adams) هو مدرس أمريكي، ولد في 18 سبتمبر 1772 في كانتربوري في الولايات المتحدة، وتوفي في 24 أبريل 1863 في جاكسونفيل في الولايات المتحدة.